# Damsgårdsfjellet
Damsgårdsfjellet est l'une des sept montagnes (de syv fjell en norvégien) qui entourent Bergen. Son sommet se trouve à 316 m d'altitude. Elle se trouve au sud-ouest du centre de Bergen, entre Lyderhorn et Løvstakken, avec ses voisines Olsokfjellet (354 m) et Gravdalsfjellet (351 m).